# Guccio Aghinetti
Guccio Aghinetti noto anche come Guccio del Sero o Marco di Guccio (... – 1409) è stato un pittore italiano attivo a Firenze.Dipinse nella chiesa di Santa Reparata, a Firenze, in uno stile tardo giottesco.
Secondo le ricerche di Domenico Maria Manni, sarebbe nipote omonimo di Guccio Aghinetti detto il "Porcellana", rettore dell'ospedale dei Santi Jacopo e Filippo, che finì per prendere da lui il nome, dandolo poi anche alla via del Porcellana. Egli sostiene inoltre che il Porcellana sia il "Guccio Imbratta" citato da Boccaccio, tuttavia senza portare elementi sufficientemente validi a questa identificazione. 